# Rete Ferroviaria Italiana
Rete Ferroviaria Italiana S.p.A. (abbreviata in RFI) è un’azienda pubblica in forma di società per azioni con funzione di gestore dell'infrastruttura ferroviaria nazionale, partecipata al 100% da Ferrovie dello Stato Italiane. Al pari delle altre società del gruppo FS, è qualificabile come organismo di diritto pubblico. Rete Ferroviaria Italiana è, inoltre, ricompresa tra le amministrazioni pubbliche inserite nel conto economico consolidato dello Stato Italiano, individuate ai sensi dell’articolo 1 comma 3 della legge 31 dicembre 2009, n. 196 e ss.mm.
RFI è costituita come società di diritto privato che opera in regime di concessione pubblica tramite un Atto di Concessione temporanea (DM 138 T del 31/10/2000), che scadrà nel 2060.
L'azienda possiede una sua divisione per la navigazione che esercita il traghettamento dei convogli ferroviari nello stretto di Messina tra i porti di Messina e Villa San Giovanni.
Nel 2020 è stata inserita nel novero delle Pubbliche Amministrazioni da parte dell’Istat.

## Storia
Sorse inizialmente nel luglio 1998 come Divisione Infrastruttura all'interno delle Ferrovie dello Stato. La sua nascita effettiva è datata 9 aprile 2001, in seguito allo scorporo della stessa dalle FS, ed è legata all'esigenza di uniformarsi alla direttiva europea che ha separato le imprese che gestiscono le reti infrastrutturali da quelle che si occupano del trasporto di persone, cose e informazioni. Divenne operativa il 1º luglio dello stesso anno.
Il 29 ottobre 2015 il suo presidente Dario Lo Bosco è arrestato nell'ambito di un'inchiesta della procura di Palermo su appalti pubblici e corruzione e si dimette il 31. Ritorna presidente nel 2023 e si dimette a marzo 2025.
Entro il 2032 sono previsti 200 miliardi di euro di investimenti di cui 80 nel Mezzogiorno.

## Settori di attività
A RFI è affidata dunque l'attività di gestione e manutenzione della rete ferroviaria e, anche attraverso la sinergica collaborazione con Italferr – società di progettazione del Gruppo Ferrovie dello Stato –, l'attività di progettazione costruzione e messa in esercizio dei nuovi impianti. Tra questi impianti, i più rilevanti dei quali sono le stazioni su cui, unitamente a Grandi Stazioni, RFI ha eseguito e sta eseguendo operazioni di riqualificazione.
Gestisce inoltre i sistemi di sicurezza e regolazione ferroviaria nazionale per tutti i gestori, stipula i contratti con le imprese ferroviarie, vende a queste ultime le tracce treno richieste per la circolazione.
Inoltre, definisce (e nonché via Trenitalia lo pubblica) l'orario della sua rete, della rete servita delle Ferrovie del Sud Est, della quale è responsabile ai sensi dell’art. 2497-septies c.c., e della rete servita da Trenitalia Tper. In sinergia con gli altri gestori invece pubblica gli orari sul sito di Trenitalia, nonostante la stessa RFI non crei le tracce orarie.
Rete Ferroviaria Italiana è anche il soggetto che attua i servizi di manovra dei convogli in alcune stazioni ferroviarie. Infine, direttamente o tramite la controllata TAV (assorbita il 31 dicembre 2010), si sta dedicando alla messa in esercizio delle nuove linee per i treni ad alta velocità.
La società trae i suoi profitti essenzialmente dalla riscossione del canone di accesso all'infrastruttura versato dalle imprese ferroviarie che la utilizzano. Il rapporto tra RFI e le varie imprese ferroviarie è regolato da un apposito contratto chiamato Prospetto Informativo di Rete (PIR).
Dipendente della società, ad esempio, è il personale addetto al movimento che lavora nelle stazioni ferroviarie (capistazione, operatori alla circolazione ecc.).

### Rete gestita
Al 2021, la rete ferroviaria gestita da RFI si compone di 16782 km di linee a scartamento normale, di cui 12111 km elettrificati con corrente continua a 3 kV.
Al 2008, i chilometri a doppio binario sono 7 306 mentre quelli a binario unico ammontano a 9 223.
La regione con la minore estensione di rete è la Valle d'Aosta, con 109 km di linee ferroviarie, interamente a binario unico e non elettrificate. La trazione Diesel è totale anche in Sardegna. La regione con la maggiore estensione di rete è il Piemonte, con 1897 km di linee ferroviarie, ma è la Lombardia la regione con il maggior traffico ferroviario passeggeri, muovendo 300 000 passeggeri al giorno con 1 130 treni.

### Stazioni
RFI prevede una classificazione di tipo commerciale e promozionale per le proprie stazioni, basata sulla dimensione degli impianti, sul traffico passeggeri e altri parametri. La suddivisione prevede quattro categorie:
- bronze, comprendente piccoli impianti che attuano solo servizio regionale;
- silver, che racchiude al suo interno impianti medio-piccoli che attuano anche qualche servizio di media percorrenza, frequentazione media per servizi metropolitani, regionali e di lunga percorrenza inferiore a quella delle gold.
- gold, per impianti medio-grandi con un'elevata frequentazione; le località servite da queste stazioni devono avere un certo interesse sotto l'aspetto turistico, culturale, istituzionale e architettonico. Dal punto di vista commerciale devono avere una buona potenzialità.
- platinum, in cui rientrano le stazioni caratterizzate da una frequentazione superiore a una media di 6.000 viaggiatori al giorno e da un alto numero medio di treni. Le città dotate di questi impianti, devono avere importanza dal punto di vista turistico, culturale, istituzionale e architettonico. Non tutte le stazioni platinum sono gestite da Grandi Stazioni[18].

### Traghettamento

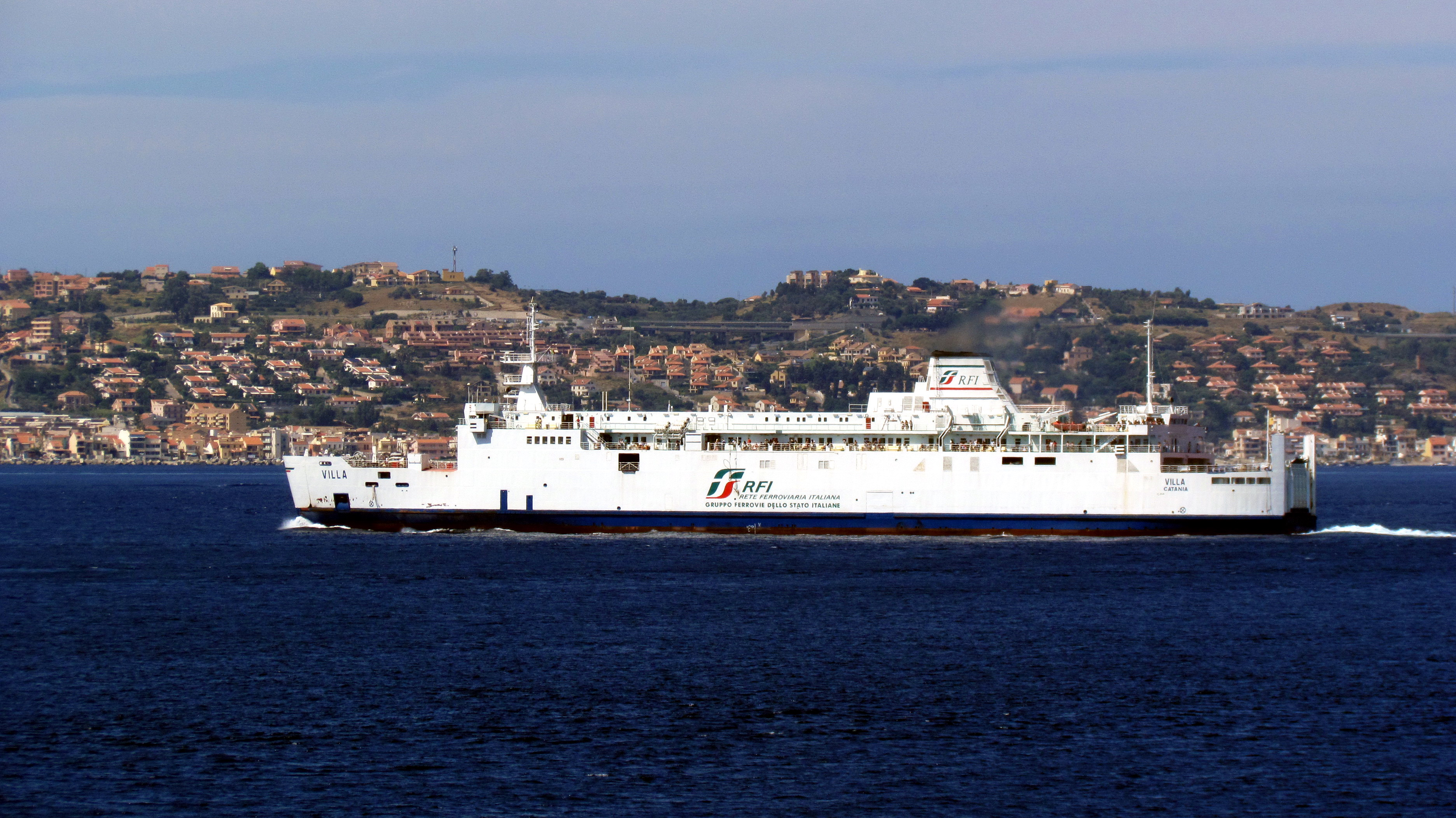
Il traghetto Villa durante il suo servizio nello stretto di Messina.

Le Ferrovie dello Stato Italiane possiedono e operano un servizio di traghetti per treni ferroviari che collegano il continente con la Sicilia attraversando lo stretto di Messina. Effettuano servizi di InterCity, InterCityNotte e di merci per mezzo delle navi traghetto.
Il traghettamento fu gestito direttamente dalle Ferrovie dello Stato dal 1905 al 2001, poi passò a RFI attraverso la società Bluvia dal 2002 al 2013. Dal 2013, in ottemperanza alle direttive europee che impongono la separazione fra i servizi di interesse generale (come il traghettamento delle carrozze ferroviarie e dei carri merci) e i servizi aperti al mercato di libera concorrenza, la componente di Bluvia relativa al traghettamento dei mezzi gommati e dei passeggeri nello stretto venne trasferita alla neo-costituita società Bluferries.
In seguito a questa scissione, RFI ha dismesso definitivamente il marchio Bluvia e da allora utilizza direttamente il proprio marchio per i servizi di traghettamento ferroviario nello stretto di Messina.
Dal 1961 al 2009 è stato presente un servizio di traghetti, dapprima per il trasporto di passeggeri e in seguito per il solo trasporto merci, per collegare il continente all'isola sarda tra i porti di Civitavecchia e Golfo Aranci. Dal 2010, dopo la sospensione del servizio regolare, è attivo un servizio di traghettamento "a chiamata" dagli scali di Messina Marittima e Villa San Giovanni Mare.

#### Flotta
Le unità navali elencate di seguito sono adibite al trasporto di carrozze ferroviarie e mezzi gommati. 
| Nome    | Stazza | Lunghezza (m) | Velocità in nodi | Capacità passeggeri | Metri lineari carico merci | Nº carrozze ferroviarie | Entrata in servizio | Note                |
| ------- | ------ | ------------- | ---------------- | ------------------- | -------------------------- | ----------------------- | ------------------- | ------------------- |
| Iginia  | 6.060  | 147           | 18               | 900                 |                            | 15                      | 2021                |                     |
| Messina | 6.060  | 147           | 18               | 900                 | N.D.                       | 15                      | 2013                |                     |
| Scilla  | 5.619  | 145           | 20               | 998                 | 445                        | 16                      | 1985                |                     |
| Villa   | 5.619  | 145           | 20               | 998                 | 445                        | 16                      | 1985                | Prossima al disarmo |

### Operatore telefonico
Dal 2004, RFI gestisce una propria rete di telefonia mobile GSM-R. Tale sistema di comunicazione radio per le ferrovie standardizzato a livello europeo e diffuso a livello globale offre una vasta gamma di servizi voce, SMS e dati necessari per garantire l’interoperabilità e il regolare esercizio ferroviario.
Alcuni operatori telefonici commerciali possono inoltre appoggiarsi alla rete di Rete Ferroviaria Italiane per garantire una migliore copertura, per esempio in galleria.

### Stazioni"master"per le persone a ridotta mobilità
Per quanto riguarda i servizi rivolti alle persone a ridotta mobilità, in quattordici stazioni "master" nazionali si organizza, si coordina e si sovrintende alla gestione dei servizi rivolti a questi viaggiatori. In ogni stazione master, come in altre 250 stazioni, è presente una "sala blu", in cui opera personale specializzato per l'assistenza a tali utenti.
Le stazioni "master" sono:
- Stazione di Ancona Centrale
- Stazione di Bari Centrale
- Stazione di Bologna Centrale
- Stazione di Firenze Santa Maria Novella
- Stazione di Genova Piazza Principe
- Stazione di Messina Centrale
- Stazione di Milano Centrale

- Stazione di Napoli Centrale
- Stazione di Reggio Calabria Centrale
- Stazione di Roma Termini
- Stazione di Torino Porta Nuova
- Stazione di Trieste Centrale
- Stazione di Venezia Santa Lucia
- Stazione di Verona Porta Nuova

Le stazioni master sono state istitutuite in base al Regolamento (CE) n. 1371/2007 relativo ai "Diritti e agli obblighi dei passeggeri nel trasporto ferroviario". Sono definite "persone a ridotta mobilità" le seguenti categorie: persone che utilizzano sedia a rotelle, persone con difficoltà di deambulazione permanente o temporanea, persone con bambini piccoli al seguito, persone con bagagli ingombranti o pesanti, donne in gravidanza, persone con disabilità visive, persone con disabilità uditiva, persone con problemi di comunicazione (compresi gli stranieri), bambini.

### Sicurezza

#### Sicurezza sulla rete ordinaria

##### Caratteristiche generali
Per gli oltre 15 000 km della rete ordinaria gestiti dalla società, la sicurezza nella marcia dei treni è riposta nei sistemi di segnalamento di tipo ferroviario. Detti impianti sono manutenuti e migliorati da tecnici di vari settori (appartenenti al ramo "Infrastruttura" dell'azienda), mentre l'utilizzo degli stessi per la supervisione della circolazione ferroviaria è affidato al personale di terra degli impianti (appartenente al ramo "Movimento" dell'azienda).
Similmente alle maggior parte delle altre reti ferroviarie tradizionali italiane e straniere, anche su quella gestita da RFI il distanziamento dei treni sulla "piena linea" (necessario per garantire la sicurezza di marcia degli stessi) viene assicurato dall'invio, mediante il sistema di blocco, di un solo treno per volta in ogni "sezione di blocco" mentre la sicurezza nelle stazioni (caratterizzate dalla possibilità di effettuare precedenze e incroci) viene affidata ai segnali di protezione che le delimitano.

##### Evoluzione
Su un discreto numero di chilometri di strada ferrata ordinaria, al posto del più semplice blocco conta assi, è in funzione il "blocco elettrico automatico a correnti codificate". Questo sistema consente di anticipare sulla strumentazione di bordo davanti al macchinista lo stato del segnale della "sezione di blocco" successiva (la cosiddetta "ripetizione dei segnali in cabina") aggiungendo così altri 1 350 metri di spazio utile per frenare (diventato complessivamente di 2 700 metri, fino ad arrivare, in alcune linee, a 5 400 metri). Ciò permette di aumentare la sicurezza intrinseca del sistema e di poter aumentare la velocità massima sulla linea a 250 km/h (anziché ai tradizionali 150 km/h) aumentando in questo modo la capacità della rete nelle linee a maggior densità di traffico.

#### Sicurezza sulle linee ad alta velocità-alta capacità (AV-AC)
La sicurezza sulle linee AV-AC è assicurata dal nuovo sistema di blocco integrato computerizzato (e di segnalamento e dialogo a bordo dei locomotori) detto "blocco radio" per la gestione e il controllo del distanziamento dei treni ERTMS/ETCS (European Rail Traffic Management System / European Train Control System) di "Livello 2", che opera (sia in situazioni di normale corsa che in quelle di emergenza) esclusivamente via radio GSM-R eliminando così i tradizionali segnali luminosi a terra e la loro ripetizione in cabina.
La linea Roma-Gricignano di Aversa, inaugurata il 19 dicembre 2005, è stata la prima tratta ferroviaria al mondo messa in esercizio con questo sistema.

#### Stazioni ferroviarie
A novembre 2017, RFI e un consorzio di imprese guidato da Thales – cui partecipano anche Leonardo, Ingegneria Software Infdusstrile e Se.Gi – hanno siglato un contratto della durata di cinque anni e include lavori di manutenzione per altri cinque anni. Secondo i Comunicati Stampa diramati dalle due società, il contratto riguarda l'installazione di sistemi di sicurezza in 61 stazioni sparse nel territorio nazionale, quali CCTV, rilevazione di accesso/intrusione (videosorveglianza e controllo), rilevazione di fumo, recinzioni di protezione, efficienza energetica e illuminazione, trasmissione dati e cablaggio.
Il contratto del 2017 per 61 stazioni segue a un precedente del 2008 per altre 143 stazioni e prevede l'integrazione dei vari sistemi in un'unica interfaccia di facile utilizzo per il personale preposto alla sicurezza, il miglioramento in campo delle attività e i costi di manutenzione degli impianti.

### Partecipazioni
- Grandi Stazioni Rail SpA - Roma - 100%
- Blu Jet Srl - Messina - 100%
- Infrarail Firenze Srl - 100%
- Tunnel Ferroviario del Brennero SpA - Roma - 89,9%
- Quadrante Europa Terminal Gate SpA - Verona - 50%
- Stretto di Messina SpA - Roma - 5,829%

Le partecipazioni controllate e collegate sono complessivamente valutate nel bilancio annuale.

#### Precedenti partecipazioni
Nel corso della sua storia RFI ha avuto quote nelle seguenti società:
- Società Elettrica Ferroviaria - Roma - 100%
- Bluvia - Roma - 100%
- Lyon Turin Ferroviaire - 50%
- TAV
- Bluferries Srl - Messina - 100%
- Terminali Italia Srl - Roma - 100%

### Dati economici, patrimoniali e commerciali
Quella che segue è la tabella di comparazione dei dati finanziari della società.
| Anno | Risultato netto di esercizio (in milioni di €) | Margine operativo lordo (EBITDA) (in milioni di €) | Risultato operativo (EBIT) (in milioni di €) | Patrimonio netto (in miliardi di €) | Dipendenti |
| ---- | ---------------------------------------------- | -------------------------------------------------- | -------------------------------------------- | ----------------------------------- | ---------- |
| 2024 | (-99)                                          | 98                                                 | (-18)                                        | 33,912                              | 32 555     |
| 2023 | 196                                            | 422                                                | 250                                          | 34,120                              | 31 868     |
| 2022 | 263                                            | 521                                                | 312                                          | 34,095                              | 29 073     |
| 2021 | 275                                            | 452                                                | 273                                          | 33,931                              | 27 892     |
| 2020 | 38                                             | 333                                                | 71                                           | 33,662                              | 26 395     |
| 2019 | 302                                            | 481                                                | 350                                          | 33,715                              | 26 407     |
| 2018 | 274                                            | 449                                                | 312                                          | 33,512                              | 26 479     |
| 2017 | 262                                            | 480                                                | 293                                          | 33,341                              | 26 025     |
| 2016 | 181                                            | 357                                                | 215                                          | 33,114                              | 25 540     |
| 2015 | 129                                            | 279                                                | 160                                          | 32,95                               | 25 409     |
| 2014 | 140                                            | 451                                                | 350                                          | 33,279                              | 25 949     |
| 2013 | 269,80                                         | 516,5                                              | 387,20                                       | 33,289                              | 27 108     |
| 2012 | 159,986                                        | 376,76                                             | 246,253                                      | 33,004                              | 27 101     |
| 2011 | 98,105                                         | 239,843                                            | 112,841                                      | 33,183                              | 28 120     |
| 2010 | 91,592                                         | 267,886                                            | 135,072                                      | 33,373                              | 30 209     |
| 2009 | 8,98                                           | 158,732                                            | 64,61                                        | 32,83                               | 31 595     |
| 2008 | 38,92                                          |                                                    | 119,23                                       | 33,07                               | 32 896     |
| 2007 | 16,883                                         | 122,173                                            | 175,218                                      | 33,56                               | 32 980     |
| 2006 | 196,966                                        | 110,553                                            | 161,265                                      | 33,298                              | 34 554     |
| 2005 | 0,2                                            | 37,9                                               |                                              |                                     |            |

### Organizzazione
Il presidio della rete ferroviaria è stato garantito fino al 14 luglio 2009 dalle Direzioni Compartimentali Infrastruttura e dalle Direzioni Compartimentali Movimento. Dopodiché si è proceduto a una revisione della struttura territoriale che ha portato alla creazione di 15 Direzioni Operative Infrastrutture Territoriale e 13 Centri Operativi Esercizio Rete.
L'Agenzia nazionale per la sicurezza delle ferrovie (ANSF) — poi divenuta Agenzia nazionale per la sicurezza delle ferrovie e delle infrastrutture stradali e autostradali (ANSFISA) — è l'organismo indipendente di diritto pubblico che dal 2008 ha la competenza per le infrastrutture ferroviarie sul territorio nazionale.
RFI è membro dell'Istituto europeo per le norme di telecomunicazione (ETSI).

#### Strutture territoriali
Le quindici Direzioni Operative Infrastrutture Territoriale hanno il compito, nel territorio di competenza, di seguire la manutenzione delle reti e di gestire la sicurezza della circolazione dei treni. Le sedi delle Direzioni Operative Infrastrutture Territoriale corrispondono a quelle degli ex compartimenti ferroviari. Si elencano di seguito tali sedi, indicando anche grossomodo l'area servita, anche se i confini amministrativi riportati sono puramente indicativi.
- Italia settentrionale
  - Torino (Piemonte e Valle d'Aosta)
  - Milano (Lombardia)
  - Genova (Liguria
  - Verona (Veneto occidentale e Trentino-Alto Adige)
  - Venezia (Veneto orientale)
  - Trieste (Friuli-Venezia Giulia)
  - Bologna (Emilia-Romagna)
- Italia centrale
  - Firenze (Toscana)
  - Ancona (Marche, Umbria, Abruzzo)
  - Roma (Lazio)
- Italia meridionale e insulare
  - Napoli (Campania,Molise settentrionale, Basilicata occidentale)
  - Bari (Puglia, Basilicata settentrionale, Molise meridionale)
  - Reggio Calabria (Calabria, Basilicata meridionale)
  - Palermo (Sicilia)
  - Sardegna (Sardegna)

## Materiale rotabile
Oltre a essere gestore dell'infrastruttura, RFI svolge anche funzione di impresa ferroviaria, e in virtù di ciò si serve di rotabili per la diagnostica dell'infrastruttura ferroviaria nazionale.
L'azienda dispone di:
- 2 convogli ETR.500
- 2 locomotive E.402B
- 7 locomotive E.652 prese a noleggio da Mercitalia Rail
- Diverse carrozze attrezzate con laboratori diagnostici.